# Tyler Ramsey
Tyler Capen Ramsey (n. 3 decembrie 1973) este un artist din Los Angeles cunoscut pentru  performanța sa in artă, pentru pictura lui prin "picurare" a pantofilor pentru compania Toms Shoes și pictura doar cu degetele, mai degrabă decât cu pensulele.

## Arta
Ramsey a finalizat recent o pictură murală  foarte mare, făcută la comandă, care este esențială pentru proiectarea unei clădiri noi de la Universitatea Oral Roberts. El a finalizat, de asemenea, o delegație de a crea opt picturi pentru Organizația Națiunilor Unite pentru a-și sărbători "Obiectivele de Dezvoltare ale Mileniului". 
Ramsey călătorește în întreaga lume, în țările curs de dezvoltare, luptând împotriva politicienilor și inspirând copiii din cartierele dezavantajate, prin pictarea pereților.
Ramsey este cunoscut pentru faptul că a pictat 50.000 de pantofi de tip butic, cu mâna, pentru Toms Shoes..
În 2013, ca un model de  performanță în artă, Ramsey a trăit într-o cutie de sticlă pictând și lucrând pentru Tom's Shoes în timp ce încerca să doboare un record mondial.

## Alte activități
De asemenea, în 2013, Ramsey a fost parte a unui plan de salvare a drepturilor omului și a libertatii de exprimare activistă a lui  Ali Abdulemam, captiv în Bahrain. Planul a devenit public atunci când Atlantic a publicat o relatare a schemei.

## Viața personală
În 2008, Ramsey și-a întâlnit viitoarea soție, Jacquie Berg, în timp ce lucra ca producător la Survivor: Gabon. Fiindu-i interzisă fraternizarea cu concurenții, Ramsey a fost concediat pentru că a inceput o relație cu Berg. A "dispărut" în junglele din Gabon și s-a întors cu două zile mai târziu, în căutare de alcool.
Ramsey este prieten cu actorul Armie Hammer.